# François-Xavier Ortoli

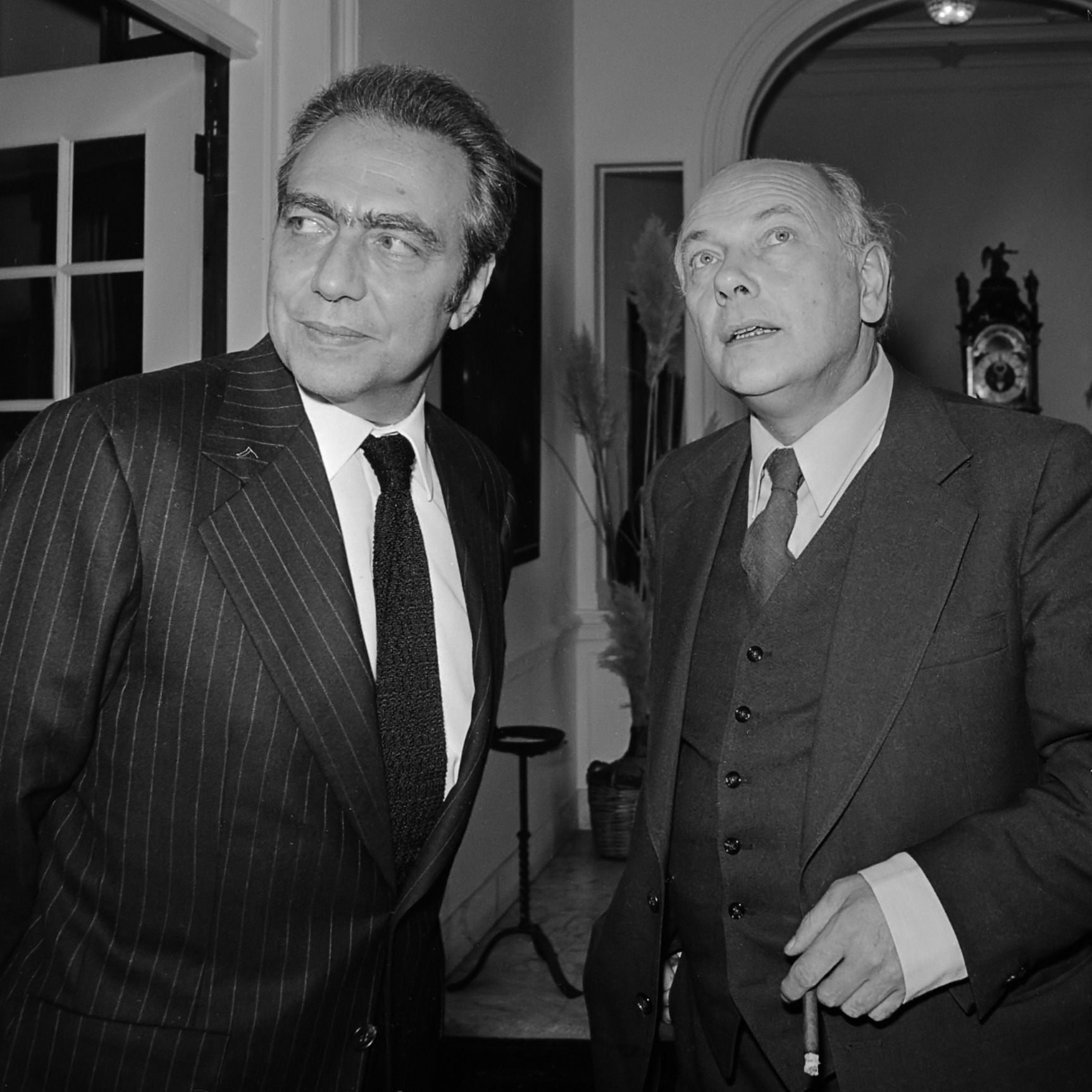
François-Xavier Ortoli e Joop den Uyl em 1973

François-Xavier Ortoli (Ajaccio, França, 16 de fevereiro de 1925 - 30 de novembro de 2007) foi um político francês.

## Biografia
Passou a adolescência na Indochina onde o seu pai era diretor de registos. Estudou em Hanói.
Foi condecorado com a Cruz de guerra 1939-1945 no fim da Segunda Guerra Mundial pelo seu empenho ao lado da França Livre.
Em 1947, foi admitido na Escola Nacional de Administração (ENA) e no fim passou a integrar a inspeção financeira do estado francês.
Foi Ministro em diversos governos da Quinta República Francesa entre 1967 e 1972.
Foi Presidente da Comissão Europeia entre janeiro de 1973 e janeiro de 1977. Depois foi vice-presidente da Comissão até à sua demissão em 26 de outubro de 1984 nas comissões presididas por Roy Jenkins e Gaston Thorn. Durante estes últimos períodos encarregou-se dos assuntos económicos e financeiros.
Depois de abandonar a política ativa dedicou-se ao mundo empresarial.